# Anomis purpurea
Anomis purpurea là một loài bướm đêm trong họ Erebidae.